# Mydas clavatus
Mydas clavatus är en tvåvingeart som först beskrevs av Dru Drury 1773.  Mydas clavatus ingår i släktet Mydas och familjen Mydidae. Inga underarter finns listade i Catalogue of Life.

## Bildgalleri

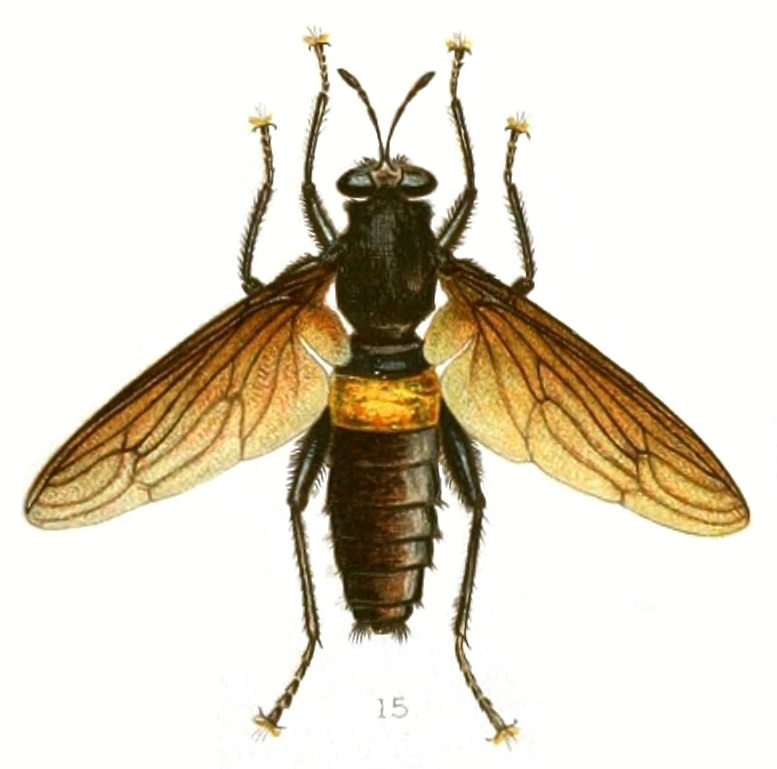